# Старо-Костычевский Смоленский монастырь
Старо-Костычевский Смоленский монастырь — женский православный монастырь, действовавший в конце XIX — начале XX веков в селе Старые Костычи Сызранского уезда Симбирской губернии (ныне в составе города Октябрьска Самарской области). Первоначально был открыт в 1884 году как православная община. В общежительный женский монастырь обитель была переименована в 1904 году. При установлении советской власти для сохранения монастыря он был преобразован в трудовую промысловую (позднее сельскохозяйственную) артель. 23 ноября 1928 года монастырь был окончательно закрыт. Все постройки монастыря, в том числе большой каменный двухэтажный собор с трёхъярусной колокольней, построенный по оригинальному проекту, были уничтожены.

## История

### Основание
Идея создания религиозной женской общины в селе Старые Костычи Сызранского уезда Симбирской губернии принадлежала крестьянину этого села Петру Савельевичу Прохорову. В 1840 году на горе Афон он был пострижен в монахи в мантию, а в 1866 году в схиму под именем Пантелеимон. Вернувшись на родину,  он много лет провёл в уединении и молитве, практически не покидая своей кельи-землянки. О его монашестве стало широко известно, и в конце 1860-х годов он стал принимать всех, кто нуждался в его помощи или совете. На многочисленные пожертвования со стороны приходящих старец решил основать обитель на месте своей землянки, энергично приступив к осуществлению своего плана.

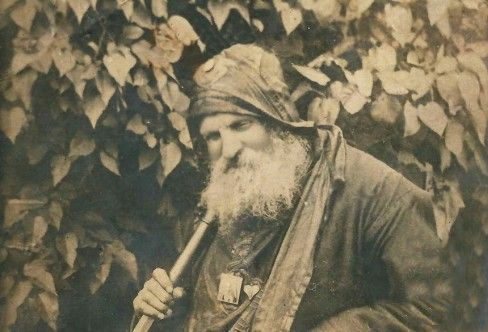
Афонский старец Пантелеимон (Прохоров)

Пантелеимон посетил Дивеевский монастырь, по образу которого он собирался создать новую обитель. Первой задачей было строительство церкви, которая была возведена и освящена в 1869 году. Однако 1 десятины земли, принадлежавшей самому старцу, не хватало, а сельское общество Костычей не соглашалось выделить ему дополнительный надел для обустройства общины. Когда же такой надел всё-таки был выделен в районе сельского кладбища, вскоре оказалось, что его занял кто-то из зажиточных крестьян. Долгая судебная тяжба окончилась поражением Пантелеимона. Однако к этому времени слух о его желании основать женскую общину уже широко разошёлся по окрестности, к старцу стали прибывать вдовы и девицы, желавшие поступить в неё. Они жили в построенных около храма постройках по данному им Пантелеимоном строгому уставу, неся послушания в храме, пчельнике и на огороде. На старца поступали многочисленные доносы, будто он собирает какую-то секту, и у него скрываются лица безо всяких документов. Полиция неоднократно проверяла эти сообщения, но всегда находила, что «Прохоров человек хороший, религиозный, и собравшиеся у него все молятся Богу». Среди первых членов общины были и бывшая жена схимонаха, и его дочери.
Только спустя 15 лет со времени строительства храма Пантелеимону удалось получить приговор сельского общества о выделении 2-х десятин земли около сельского кладбища и 6 десятин пахотной земли за селом. На собранные пожертвования он смог самостоятельно приобрести около 200 десятин земли в Николаевском уезде Самарской губернии, ещё 50 десятин земли в той же местности были ему пожертвованы помещицей Агеевой. Однако, эти земли находились за 60 вёрст от села, на другом берегу Волги, что послужило поводом для епархиального начальства отказать в утверждении общины. Старец направился в Санкт-Петербург, где ходатайствовал об открытии общины перед Синодом, но вновь получил отказ. Он обратился к известному ему с прошлых визитов в столицу обер-церемониймейстеру двора П. Ф. Дурасову, в доме которого он познакомился со строителем храма Спаса-на-Крови архимандритом Игнатием. Они ходатайствовали за старца, он был удостоен императорской аудиенции, наконец, получив резолюцию: «В виду проведения железной дороги из Симбирской в Самарскую и соединения обоих берегов Волги железнодорожным мостом удалённость 250 десятин земли от места жительства Прохорова не считать препятствием к открытию общины в с. Костычах, Сызранского уезда».

### Община
Только в 1884 году община была официально утверждена Симбирской духовной консисторией для борьбы с расколом, а через две недели схимонах Пантелеимон скончался и был похоронен на кладбище обители. Его сменила Евдокия Агеева, возглавлявшая общину до ноября 1887 года. Со смертью старца в общине начались неурядицы и ссоры, так что многие члены общины разошлись. Первоначально в обители проживало 53 сестры в возрасте от 17 до 52 лет, но спустя три года в общине остались лишь настоятельница и одна послушница. Такая ситуация никак не устраивала руководство епархией.

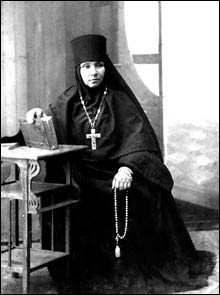
Первая игуменья Старо-Костычевского монастыря Маргарита

В 1887 году настоятельницей общины была назначена послушница Сызранского Сретенского монастыря Марфа Киприяновна Кислинская. В 1889 году она приняла постриг с именем Маргарита. Новая настоятельница активно принялась за укрепление общины. В 1890 году насельниц было уже 62 человека.
В 1895 году община получила 7 тысяч рублей по духовному завещанию епископа Симбирского и Сызранского Варсонофия (Охотина).
В 1899 году настоятельница повстречалась с крупным землевладельцем, Николаем Петровичем Дурасовым, отец которого  помогал старцу Пантелеимону. Дурасов решил, что лучше всего построить храм в Старо-Костычевской общине. Он пожертвовал средства сначала на строительство кирпичного завода, который начал работу весной 1900 года, а затем и на сам храм. Более двух лет монахини изготавливали кирпичи для будущего строительства, начавшегося в июле 1905 года.
За работу по построению монастыря Святейший Синод наградил настоятельницу Маргариту 14 апреля 1904 года наперсным крестом.
Летом 1904 года с пастырским визитом общину посетил симбирский епископ Гурий, который после этого ходатайствовал перед Святейшим синодом об обращении общины в монастырь. 13 ноября 1904 года (по другим данным, лишь в июле 1905 года) вышел указ Святейшего синода о преобразовании Смоленской женской общины в общежительный женский монастырь с наименованием Старо-Костычевский Смоленский.

### Монастырь
6 февраля 1905 года состоялась торжественная церемония открытия монастыря, на которой кроме епископа Гурия присутствовали архимандрит Алатырского Троицкого монастыря отец Гавриил и наместник Сызранского Вознесенского монастыря иеромонах Филарет. Епископ благословил открывающийся монастырь иконой преподобного Серафима Саровского и частицей его мощей и возвёл настоятельницу монастыря Маргариту в сан игуменьи. Перед этим, 4 февраля, состоялся первый монашеский постриг в монастыре: четыре старицы были пострижены в малую схиму, а семь послушниц в рясофор.
В 1906 году монастырь приютил у себя большую часть монахинь Сызранского Сретенского женского монастыря, пострадавшего от крупного городского пожара, уничтожившего 126 городских кварталов Сызрани.
К октябрю 1909 года храм был закончен вчерне. В 1910 году игуменья Маргарита по преклонным годам попросилась на покой, просьбы была удовлетворена Симбирской духовной консисторией 10 ноября 1910 года, после чего сёстры монастыря выбрали новую настоятельницу, ей стала монахиня Сызранского Сретенского монастыря Маргарита. 4 октября 1911 года Маргарита была возведена в сан игуменьи, а 6 мая 1913 года награждена наперсным крестом.
В 1910 году в монастыре проживало 122 человека, в том числе две игуменьи, действующая и на покое, 12 манатейных монахинь, 14 рясофорных и указных послушниц и 103 послушницы. Основным послушанием сестёр было земледелие.
Внутренняя отделка храма заняла много времени и сил, так как сборы по шнуровым книгам были запрещены, и настоятельнице приходилось лично обращаться к благотворителям монастыря. Наконец освящение храма было назначено на 23 августа 1914 года. Однако начавшаяся Первая мировая война помешала церемонии, монахини не хотели освящать храм в отсутствие своего благодетеля Николая Дурасова, призванного на военную службу. В 1915 году Дурасов был уволен с военной службы по болезни, и освящение всех трёх престолов в храме было назначено на 6, 7 и 8 сентября. Однако за несколько дней до церемонии телеграммой Дурасов сообщил, что не сможет присутствовать, тогда были освящены престол и правый придел, а освящение левого отложили до тех пор, пока семья Дурасовых не сможет присутствовать.
В годы Первой мировой войны две монахини были направлены для ухода за ранеными в лазарет, открытый в Сызранском Вознесенском мужском монастыре.
В 1917 году новой настоятельницей монастыря стала игуменья Руфина.

### В годы советской власти

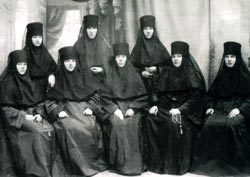
Монахини Старо-Костычевского монастыря. В центре — монахиня, а с 1917 года игумения Руфина

После установления советской власти при монастыре была создана трудовая промысловая артель. Также монастырь продолжал получать доходы от сбора пожертвований, кружечного сбора и доходов от недвижимости. В 1921—1922 годах в монастыре собирались средства в пользу голодающих Поволжья, но вскоре все церковные ценности были изъяты, прочее имущество описано.
В 1923 году промысловая артель была преобразована в сельскохозяйственную артель «Работница», в которую были переведены 120 монахинь из обители. Монахини обрабатывали 166 десятин земли, из которых 12 десятин занимал фруктовый сад. Артель продолжала сохранять уклад монастырской жизни, а её председателем была бывшая игуменья. Во время обновленческого раскола в православной церкви, когда Симбирская епархия стала обновленческой, монастырь примкнул к Симбирской автокефалии, признававшей патриарха Тихона. Сохранилось письмо обновленческому епископу Иоанну (Никольскому):

«В Сызранское викариальное церковное управление. Председателя церковного совета Смоленской церкви Старо-Костычевского женского монастыря игумении Руфины рапорт. Сим имею донести Сызранскому ВЦУ, что постановлением общего собрания верующих Смоленской церкви от 9/XI сего года поручено мне объявить вам: с момента принесения покаяния перед Святейшим Патриархом Тихоном в мае месяце 1924 года наш коллектив верующих вашему церковному управлению не подчиняется. Председатель Р. Подледнева. Секретарь З. Балакова. 1924 г.»
23 ноября 1928 года постановлением малого президиума Средневолжского облисполкома монастырь был закрыт. Все монастырские постройки и церкви были переданы Сызранскому окружному исполкому для использования под сельскохозяйственные предприятия.

## Настоящее время

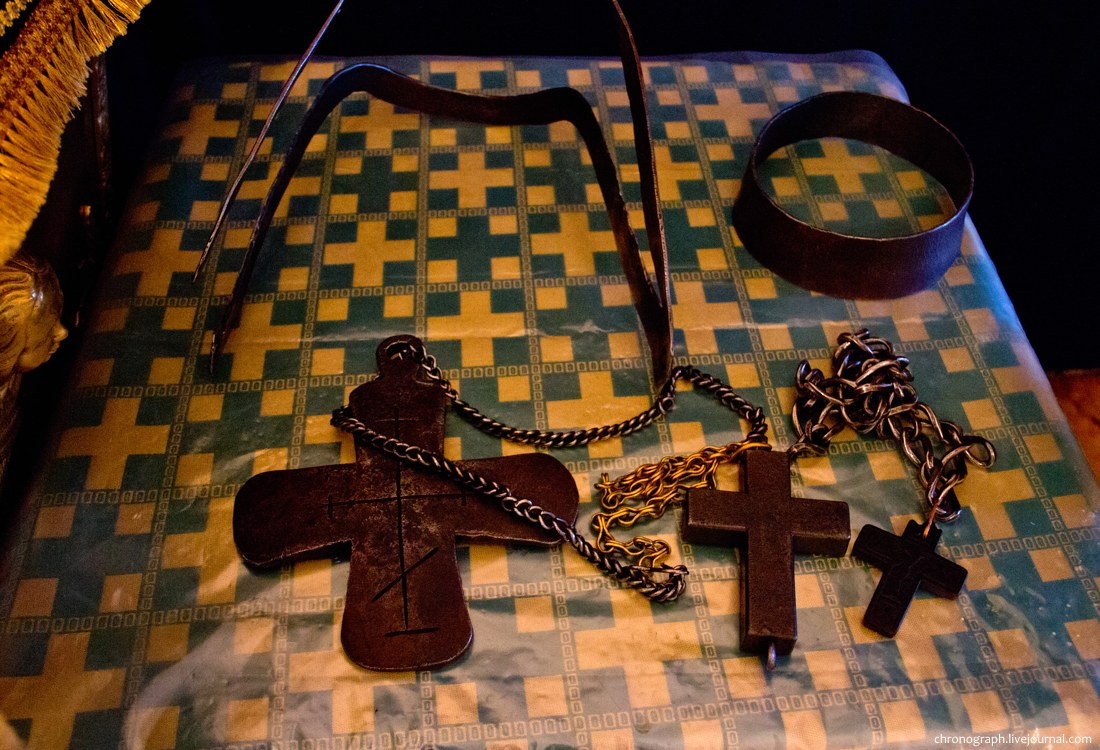
Вещи схимонаха Пантилеимона

За годы советской власти все монастырские здания и сооружения были разрушены.
В середине 1990-х настоятель новосозданного Смоленского храма Октябрьска протоиерей Евгений Матвеев стал изучать историю Старо-Костычевского монастыря и задумал найти могилу его основателя, схимонаха Пантелеимона. К поискам были привлечены последние насельницы монастыря, с помощью которых был составлен план монастырской усадьбы, после чего начались раскопки на бывшей монастырской территории.
В ходе поисков были обнаружены могилы игуменьи Маргариты, последнего священника монастыря Василия Тепловодского, скончавшегося в 1926 году в местах лишения свободы, и старца Пантелеимона. 22 апреля 2004 года по благословению архиепископа Самарского и Сызранского Сергия благочинным Сызранского округа протоиереем Григорием Коберником и священством Сызранского благочиния мощи старца Пантелеимона были перенесены в Смоленский храм.

## Имущество
Монастырю принадлежало 258 десятин земли, пожертвованных различными благотворителями в разных местах. Большая часть имения находилась около деревни Кордон в Николаевском уезде Самарской губернии и была подарена основателем общины П. С. Прохоровым. В самом селе Старые Костычи монастырю принадлежало 6 десятин, пожертвованных местным крестьянином Д. Хохловым.
Из всей земли 50 десятин сдавалось в аренду, 600 квадратных сажен было отведено для молотьбы зерна, а остальная земля засевалась хлебом, излишки которого продавались.
На усадебной территории находились жилые и служебные корпуса, в которых размещались трапезная, хлебопекарня, богадельня на 9 престарелых монахинь, странноприимный дом. Монастырское кладбище находилось также на территории усадьбы
Монастырю принадлежало 2 хутора. Один находился в селе Старые Костычи, на нём размещался кирпичный завод. Второй находился на реке Чагре около деревни Кордон Николаевского уезда Самарской губернии.

### Храмы
Первым храмом обители стала деревянная однопрестольная церковь во имя Смоленской иконы Божией Матери, построенная и освящённая в 1869 году. Она имела 16 окон с двойными рамами и деревянную колокольню. В 1884 году церковь была перестроена и расширена. В ней были устроены два придела: во имя евангелистов Матфея, Марка, Луки и Иоанна и во имя святого архангела Гавриила, имевший паперть с двумя дверьми.
Перед алтарём находился предалтарный иконостас, выполненный из липы, украшенный резьбой и позолоченный червонным золотом. В храме находилась особо чтимая икона Смоленской Божией Матери, написанная на Афоне и пожертвованная монастырю неизвестным благотворителем в 1889 году. Для этой иконы в октябре 1891 года сызранский купец А. Н. Сопляков пожертвовал серебро-позолоченную ризу чеканной работы.
В июле 1905 года началось строительство каменного двухэтажного храма. Проект и смета на строительство на сумму 33 630 рублей были выполнены самарским архитектором А. А. Щербачёвым. Строительство длилось почти девять лет и было окончено лишь в мае 1914 года. При храме имелась трехъярусная колокольня, на первом ярусе которой повесили колокол весом 150 пудов. В храме имелся предалтарный трехъярусный иконостас, на котором иконы располагались на золотом чеканном с эмалью фоне. На царских вратах, находившихся на первом ярусе иконостаса, были расположены иконы Благовещения Пресвятой Богородицы и евангелистов. На нижнем этаже, согласно воле жертвователя Н. П. Дурасова, был устроен склеп для семейства Дурасовых. 6 сентября 1915 года архиепископ Вениамин освятил главный престол во имя Смоленской иконы Божией Матери, 7 сентября — правый придел — во имя святых апостола Петра и великомученицы Варвары. Левый придел должен был быть освящён во имя святого Николая Чудотворца и мученицы Виктории 8 сентября, но церемонию отложили до момента, когда семье Дурасовых удастся на ней присутствовать. Сведений, что это намерение удалось осуществить, не имеется.
Недалеко от Смоленской церкви была часовня, построенная над колодцем для набора воды.